# لورنس كلاي بي
لورنس كلاي بي (بالإنجليزية: Lawrence Clay-Bey)‏ مواليد 14 ديسمبر 1965 في كونيتيكت، الولايات المتحدة، هو ملاكم أمريكي سابق كان يصنف ضمن فئة الوزن الثقيل بدأ مسيرته الاحترافية سنة 1997. شارك في دورة الألعاب الأولمبية الصيفية سنة 1996.

## إحصائيات
خاض خلال مسيرته 25 نزالا، فاز في 21 وتعادل في 1 وخسر في 3. فاز بالضربة القاضية في 16 نزالا.

## روابط خارجية
- لورنس كلاي بي على موقع بوكس ريك (الإنجليزية) (registration required)
- لورنس كلاي بي على موقع أوليمبيديا (الإنجليزية)